# Sindrome di de Morsier
La sindrome di de Morsier, anche chiamata displasia setto-ottica o sindrome di Kaplan-Grumbach-Hoyt, è una malattia genetica rara caratterizzata da aplasia o ipoplasia del Septum pellucidum (la membrana che separa i ventricoli cerebrali) e/o dei nervi ottici e del chiasma ottico e/o dell'ipofisi e dell'ipotalamo. Spesso sono presenti anche perdita del visus e malformazioni cerebrali di gravità variabile, dall'aplasia del sistema olfattivo all'oloprosencefalia, spesso associate a ritardo mentale.
Deve il suo nome al neurologo svizzero Georges de Morsier, che la studiò a metà del XX secolo.

## Epidemiologia
Si presenta in un caso ogni 10 000 bambini nati vivi e rappresenta il 10% dei casi di ipoplasia del nervo ottico.

## Eziologia
Si ritiene che la causa siano mutazioni del gene HESX1 situato nel braccio corto del cromosoma 3 (3p21.2), il quale sovrintende allo sviluppo embriologico delle strutture encefaliche anteriori. Tuttavia nella maggior parte dei casi di malattia il gene è normale, e questo ha fatto ipotizzare il coinvolgimento di altri geni, quali PROP1, LHX2, SOX2 e SOX3. La maggior parte dei casi tuttavia è sporadica e non geneticamente determinata.
Si ritiene che vi possano essere coinvolti fattori eziologici ambientali manifestatisi durante la vita intrauterina, quali l'esposizione ad acido valproico, assunto dalla madre per il trattamento dell'epilessia o traumi dell'arteria cerebrale anteriore. È stata osservata una correlazione diretta tra l'incidenza della malattia e la giovane età della madre e con l'abuso di sostanze stupefacenti, in particolar modo di cocaina.

## Clinica

### Segni e sintomi
Il paziente presenta soprattutto disturbi visivi variabili, dal nistagmo fino alla cecità e ipopituitarismo, con carenza di uno o più ormoni secreti da ipotalamo e ipofisi, in particolar modo la somatotropina. Possono essere presenti anche dismorfismi del volto, microftalmia e coloboma.

### Esami di laboratorio e strumentali
Radiologicamente si distinguono due gruppi: un primo gruppo è caratterizzato da malformazioni soprattutto a livello della corteccia cerebrale con conseguente distruzione dei nervi ottici, che si presentano piccoli. Il secondo gruppo presenta assenza del setto pellucido con scarso sviluppo della sostanza bianca, mentre la corteccia è risparmiata. Sono stati ipotizzati altri due gruppi caratterizzati uno da ectopia dell'ipofisi, l'altro da scarso sviluppo del corpo calloso. La classificazione clinico-radiologica di Miller prevede invece due gruppi: la forma isolata, in cui il setto pellucido è assente, la sostanza bianca è ipoplasica e i nervi ottici sono piccoli, è caratterizzata da una prognosi migliore; nella forma plus sono presenti residui del setto, le malformazioni cerebrali sono variabili e la prognosi è peggiore.

## Trattamento
La carenza ormonale può essere sopperita da una terapia ormonale sostitutiva da attuarsi precocemente durante la fase di crescita del bambino.